# Point d'ancrage

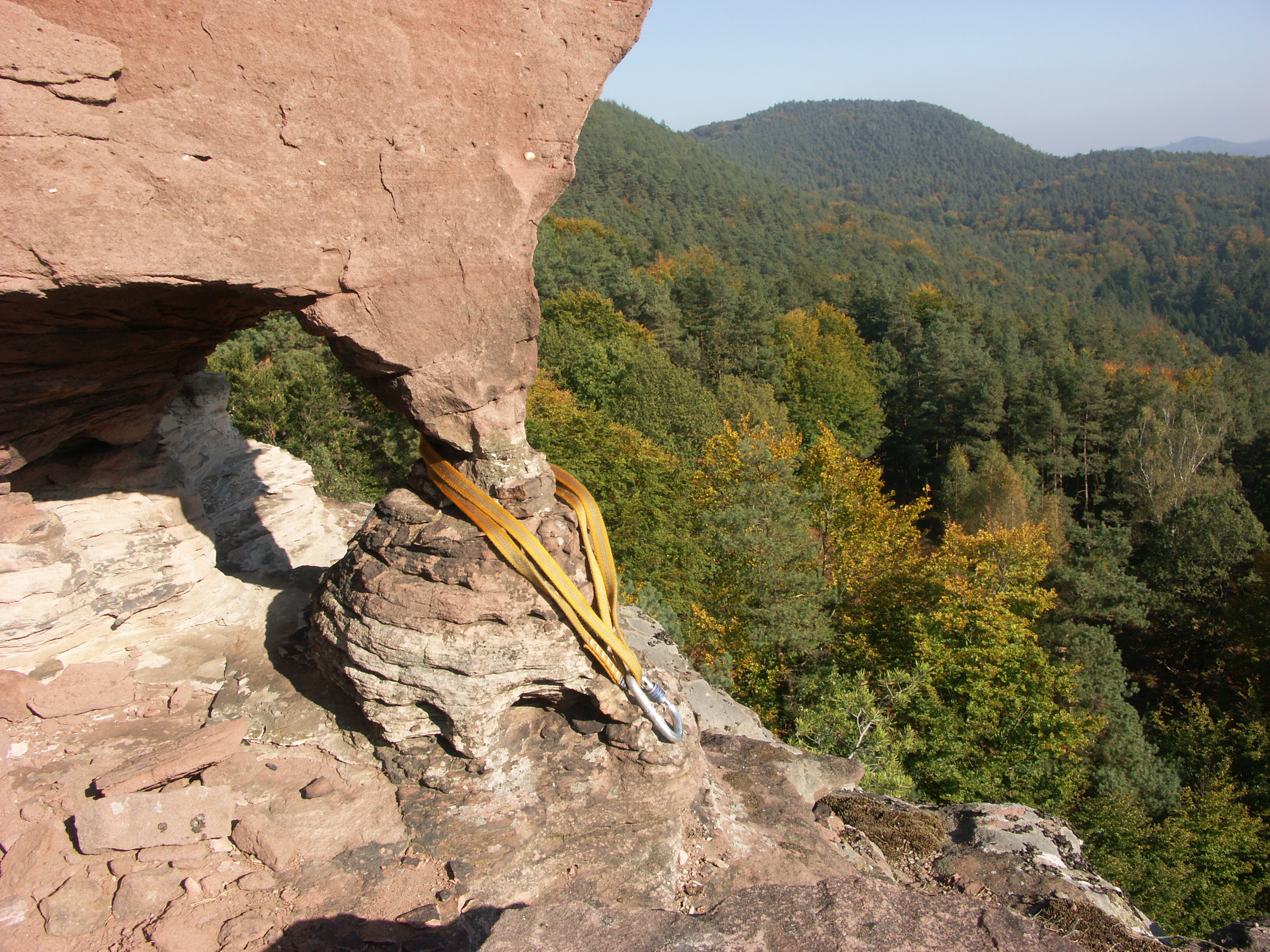
Un anneau de sangle passé dans une grosse lunule.

Un point d'ancrage ou point d'assurage est, en escalade, un point de fixation naturel ou artificiel, permanent ou temporaire, permettant d'accrocher ou de suspendre des objets ou des personnes.
Le point d'ancrage peut être naturel ou artificiel, bricolé ou usiné, et permet d'attacher le grimpeur, la corde, ou une autre charge à la roche, la glace, etc. 
Il peut être constitué d'une sangle ou une cordelette passée autour d'un becquet ou d'un arbre, dans une lunule ou réalisé avec un piton, un spit, un coinceur, une broche à glace, une ancre à neige, etc.

## Types
Il existe plusieurs types de point d'assurage, souvent lié au milieu de progression
Peuvent être utilisés pour construire le point d'ancrage :
- un élément naturel tel que des rochers et des arbres ;
- un élément artificiel, tel qu'un spit, un piton, un coinceur, une broche à glace ou un élément scellé dans la roche, un coin de bois, etc.

### Point d'assurage naturel
Un point d'assurage naturel nécessite de vérifier la solidité avant son utilisation. C'est le cas en terrain d'aventure.

### Ancrage artificiel

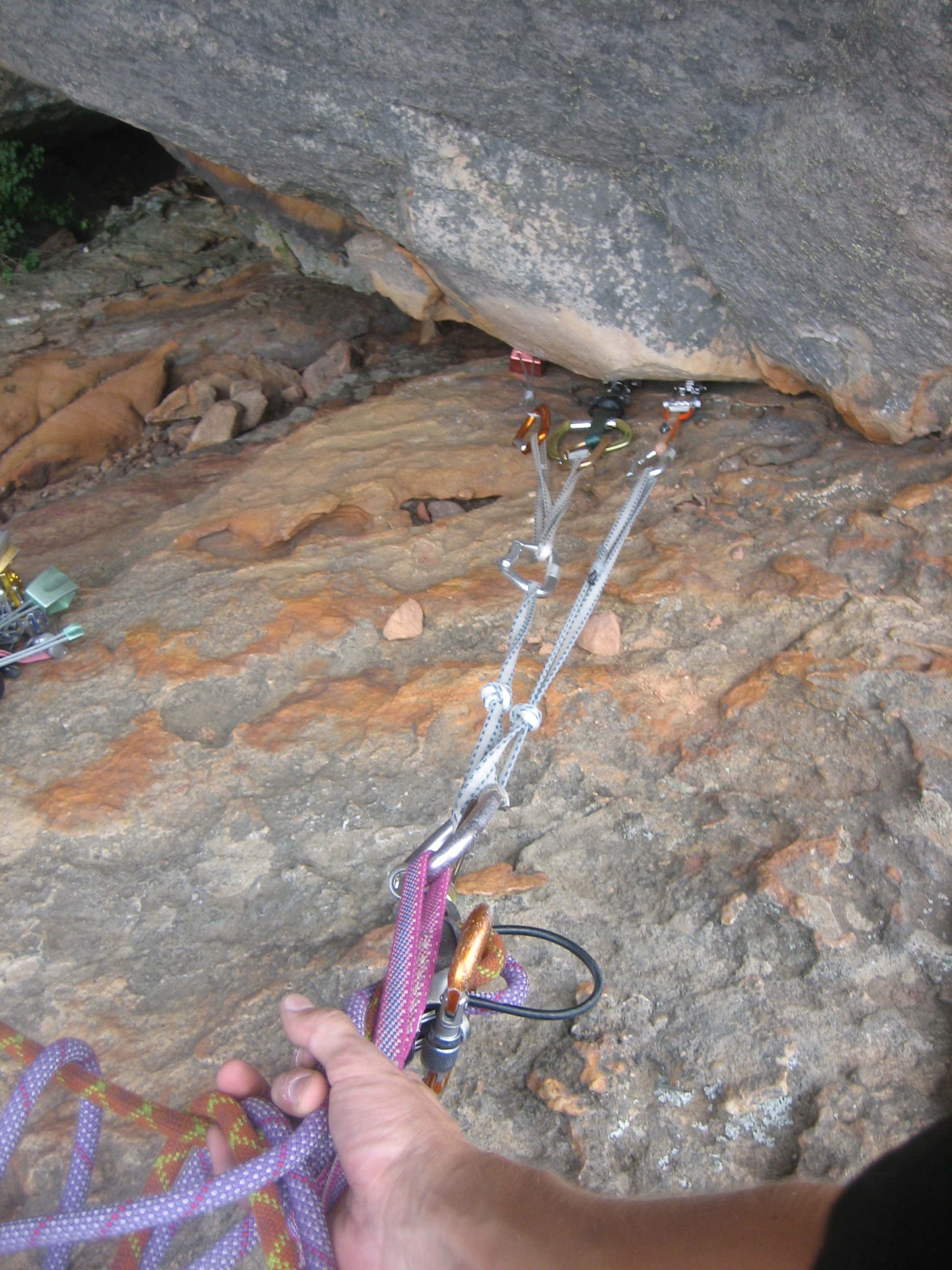
Relais de trois points d'ancrage réalisé avec une sangle

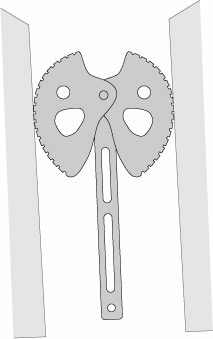
Un coinceur mécanique dans une fissure à bords parallèles.

Les principaux systèmes utilisés dans la réalisation de points d'ancrages fixes sont:
- les goujons à expansion, associés à une plaquette
- les broches scellées à la résine époxy
- les pitons lame, martelés dans une fissure
- les pitons à expansion, notamment sous forme de cheville autoforeuse (communément de marque SPIT, Petzl, Raumer...), associés à une plaquette
- le relais intermédiaire ou sommital est composé de plusieurs points d'assurage. En terrain d'aventure, les points sont multipliés pour trianguler la force ou protéger la défaillance d'un ou plusieurs points (couplage, dégaine explosive, etc.)

## La chute
Le point d'assurage servant à protéger la chute. La chute ne doit pas entrainer la défaillance de la chaine d'assurage. La force engendrée par la chute du second ou du premier est répartie sur la chaine d'assurage, la corde diminuant la force de choc au moment de l'impact.